# Júlio Maria Pinto Pereira
Júlio Maria Pinto Pereira, ou apenas Júlio Pereira (Macapá, 27 de setembro de 1954 – Macapá, 24 de julho de 1994) foi um jornalista e político brasileiro, outrora deputado federal pelo Amapá.

## Dados biográficos
Filho de Otaciano Bento Pereira e Irene Pinto Pereira. Jornalista, elegeu-se vereador em Macapá pela ARENA em 1976 e renovou o mandato via PDS em 1982, assumindo a presidência da Câmara Municipal entre 1983 e 1985. Filiado ao PDT, perdeu a eleição para prefeito de Macapá em 1985, mas foi eleito primeiro suplente de deputado federal em 1986 na Aliança Liberal-Trabalhista, sendo efetivado nos últimos dias da legislatura, quando Aníbal Barcelos triunfou no pleito de 1990 e renunciou para assumir como governador do Amapá. Fundador do Jornal do Dia, faleceu na capital amapaense vítima de malária.